# Wierzbowo (powiat nidzicki)
Wierzbowo (niem. Wiesenfeld) – wieś w Polsce położona w województwie warmińsko-mazurskim, w powiecie nidzickim, w gminie Kozłowo.
W latach 1975–1998 miejscowość należała administracyjnie do województwa olsztyńskiego.
Zobacz też: Wierzbowo, Wierzbowo-Wieś